# Ушаков, Виктор Данилович
Ви́ктор Дани́лович Ушако́в (род. 25 февраля 1930, Москва, СССР) — советский и российский лингвист-арабист, фразеолог. Доктор филологических наук, профессор, лауреат Государственной премии России (2002), исследователь Корана, член Ассоциации ученых-исламоведов при Совете муфтиев России.

## Биография
В 1953 г. окончил Московский институт востоковедения.
В 1953—1955 гг. — в аспирантуре Московского института востоковедения, на кафедре арабского языка и литературы. Предмет научных исследований — фразеология арабского языка.
С 1955 г. на преподавательской работе.
В 1965 г. в МГИМО МИД РФ защитил кандидатскую диссертацию на тему «Несвободные словосочетания в арабском литературном языке».
В 1990 г. в Институте востоковедения АН СССР защитил докторскую диссертацию на тему: «Фразеология арабского классического языка (на материале языка Корана)».

## Публикации
- Фразеология Корана (Опыт сопоставления фразеоречений Корана и арабского классического языка). — М.: Восточная литература. РАН. 1996. 12,6
- Фразеология арабского классического языка (на материале языка Корана). Автореферат докторской диссертации. — М., 1989. 29 с.
- Об эзотерическом в Коране и в Библии // Азия и Африка сегодня. М., 1999. № 9.
- Сокрытое знание в Коране // Наука и религия. М., 1999. № 9, 14- 15.
- Глубинный смысл открывается постепенно. К выходу второго издания Корана, выполненного Магомед-Нури Османовым // Независимая газета Ex libris Н. Г. № 162 (1978) 02.09.1999, 14.
- Фразеобразования в Коране и способы их перевода на русский язык // Народы Азии и Африки. 1998. № 1.
- Размышления о кораническом и библейском // Азия и Африка сегодня. М.. 1997, № 12.
- Какой нужен перевод Корана: «канонический» или научный? // Коран в России (по материалам «круглого стола» «Священный Коран в России: духовное наследие и исторические судьбы». Москва, 1997 год). Центр «Этносфера». М., 1997.
- Слово о Коране // Коран. Суры 1,16-19, 35-36. М., 1998, 4-11.
- Божественное Знание в Коране и Новом Завете // Азия и Африка сегодня. 1996. № 1.
- Некоторые аспекты перевода Корана на русский язык // Азия и Африка сегодня. 1996, № 9-10.
- Опыт интерпретации образной основы некоторых коранических идиоматизмов // Oriens/Восток. 1994. № 2.
- Некоторые вопросы внутриязыкового сопоставительного анализа фразеологических речений арабского классического языка // Вопросы языкознания. М., 1992. № 2.
- Рецензия на кн.: Еремеев Д. Е. Ислам. Образ жизни и стиль мышления. М. Изд. Политической литературы, 1990, 288 с. // Восток. 1992. № 4, 182—185.
- Стиллистическая функция фразеобразовательных средств (на материале текста Корана) // Вопросы языкознания. М., 1984. № 4.
- Коран. Суры 1, 16-19, 35-36. М. 1998. Перевод, вступительная статья и комментарий В. Д. Ушакова;
- Суры 20. Та Ха // Oriens/Восток. 2000, № 4, 105—115;
- Сура 21. Пророки // Oriens/Восток. 2002, № 1, 109—120;
- Сура 22. Аль-Хаджж // Oriens/Восток. 2002, № 5, 120—131[1].